# كيث أبلينغ
كيث أبلينغ (بالإنجليزية: Keith Appling)‏ مواليد 13 فبراير 1992 في ديترويت، هو لاعب كرة سلة أمريكي. بدأ مسيرته الاحترافية في سنة 2014. يبلغ طوله 6 قدم 1 بوصة (1.9 م).

## المسيرة الاحترافية
لعب مع لوس أنجلوس ديفيندرز في موسم 2014–2015، ثم لعب مع إري بايهوكس في موسم 2015–2016، ثم لعب مع أورلاندو ماجيك في سنة 2016.

## روابط خارجية
- كيث أبلينغ على موقع الاتحاد الدولي لكرة السلة (الإنجليزية)
- كيث أبلينغ على موقع إن بي أي (الإنجليزية)
- كيث أبلينغ على موقع سبورتس رفرنس (الإنجليزية)
- كيث أبلينغ على موقع كرة السلة الأوروبية.كوم (الإنجليزية)
- كيث أبلينغ على موقع كلية كرة السلة في سبورتس رفرنس.كوم (الإنجليزية)
- كيث أبلينغ على موقع ريلجم (الإنجليزية)
- كيث أبلينغ على موقع بروبوليرز (الإنجليزية)
- كيث أبلينغ على موقع سبورتس رفرنس (الإنجليزية)